# Vesuvio Cafe (San Francisco)
O Vesuvio Cafe é um bar histórico localizado em São Francisco, Califórnia (Estados Unidos). Situa-se no número 255 da Columbus Avenue, em frente a um beco que o separa da livraria City Lights Bookstore. O edifício foi projetado e construído em 1913 pelo arquiteto italiano Italo Zanolini e reformado em 1918.

## História
O bar foi fundado em 1948 por Henri Lenoir e frequentado por diversas figuras proeminentes da Geração Beat, como Jack Kerouac, Allen Ginsberg, Lawrence Ferlinghetti e Neal Cassady.
O antigo coproprietário e gerente emérito Leo Riegler faleceu em 2017.
O beco compartilhado com a livraria City Lights, originalmente chamado "Adler", foi renomeado "Jack Kerouac Alley" em 1988. Em 2007, foi revitalizado e transformado em área exclusivamente para pedestres.